# Timoides latistyla
Timoides latistyla is een hydroïdpoliep uit de familie Pandeidae. De poliep komt uit het geslacht Timoides. Timoides latistyla werd in 2007 voor het eerst wetenschappelijk beschreven door Xu, Huang & Guo. 